# Kirsi Välimaa
Kirsi Välimaa-Antila le 10 juillet 1973 à Jämijärvi, est une fondeuse finlandaise active de 1999 à 2008. 
Elle est l'épouse du biathlète Timo Antila. 

## Carrière
Annmari Viljanmaa a fait ses débuts en Coupe du monde en mars 1999 et a obtenu deux podiums individuels, en sprint classique à Oslo en mars 2003, puis à Lahti en mars 2005 avec une deuxième en sprint classique, son meilleur résultat. 

## Palmarès

### Jeux olympiques
Elle a pris part aux Jeux olympiques d'hiver de 2006 à Turin, ne participant qu'à la poursuite où elle se classe 34e. 

### Championnats du monde
- 2 participations : 2003 et 2005
- Meilleur résultat : 5e en relais à Oberstdorf en 2005.
- Meilleur résultat individuel : 10e au 10 km classique à Val di Fiemme en 2003.

### Coupe du monde
- Meilleur classement au général : 19e en 2003.
- 2 podiums individuels : 1 deuxième place et 1 troisième place
- 1 victoire en relais à Falun en mars 2005